# Dorfkirche Wernitz (Wustermark)

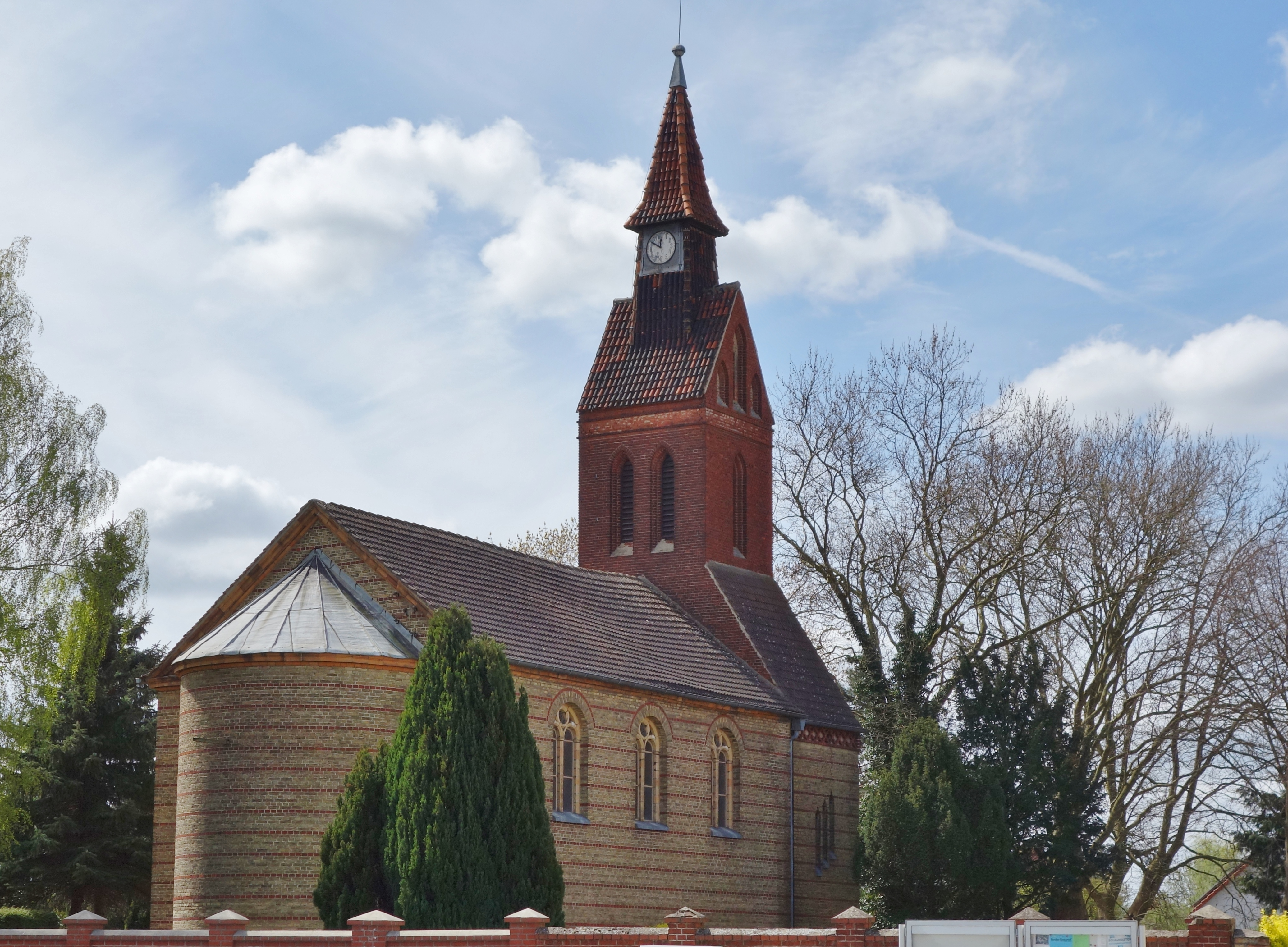
Dorfkirche Wernitz

Die evangelische, denkmalgeschützte Dorfkirche Wernitz steht in Wernitz, einem Ortsteil der Gemeinde Wustermark im Landkreis Havelland von Brandenburg. Sie gehört zum Pfarrsprengel Wustermark im Kirchenkreis Falkensee der Evangelischen Kirche Berlin-Brandenburg-schlesische Oberlausitz.

## Beschreibung
Die Saalkirche wurde 1854–56 von einem unbekannten Baumeister nach der Korrektur von Friedrich August Stüler im Rundbogenstil erbaut. Sie besteht aus einem Langhaus und einer halbrunden Apsis im Osten, die beide aus gelbem Backsteinmauerwerk mit roten Bänderungen bestehen. Vor der Westseite des Langhauses wurde 1886 nach einem von Ludwig von Tiedemann korrigierten Entwurf des Kreisbauinspektors Strümpfler der querrechteckige Kirchturm aus roten Backsteinen errichtet, der mit einem quer angeordneten Satteldach bedeckt ist. Sein oberstes Geschoss beherbergt hinter den Klangarkaden den Glockenstuhl. Auf dem Turmdach erhebt sich ein durch einen spitzen Helm abgeschlossener Dachreiter mit der Turmuhr.  
Der Innenraum des Langhauses ist mit einer Flachdecke überspannt. Die Orgel wurde 1876 von Carl Eduard Gesell gebaut.